# Camillo Francesco Maria Pamphili
Camillo Francesco Maria Pamphili (Napoli, 21 febbraio 1622 – Roma, 26 luglio 1666) è stato un cardinale, nobiluomo e militare italiano.

## Biografia
Camillo Francesco Maria Pamphili, o Pamphilj, nacque a Napoli il 21 febbraio 1622, figlio di Pamphilio Pamphili e di Olimpia Maidalchini. Suo zio paterno era papa Innocenzo X (1644-1655). Lui sarà il padre di Benedetto futuro cardinale.
Studiò materie umanistiche come poesia, filosofia, matematica e anche architettura. Non appena eletto al soglio di Pietro, suo zio papa Innocenzo X lo nominò generale delle armate pontificie e successivamente lo nominò cardinale nel concistoro del 14 novembre 1644 col titolo diaconale di Santa Maria in Domnica con una dispensa particolare per non aver ricevuto gli ordini sacri. Per poter ad ogni modo avere voce in capitolo nei conclavi, venne obbligato a ricevere gli ordini sacri che vennero concessi dal papa motu proprio il 13 gennaio 1645. Dal 10 ottobre 1645 divenne prefetto del Tribunale della Signatura Apostolica di Grazia e Giustizia.
Contro il volere di sua madre smise la porpora il 21 gennaio 1647 per sposare il 10 febbraio dello stesso anno Olimpia Aldobrandini, principessa di Rossano, vedova del principe Paolo Borghese (1624-1646). In quello stesso anno ottenne il titolo di principe sul feudo di San Martino al Cimino.
Nel 1651 acquistò dal cardinale Francesco Barberini le terre di Valmontone, Lugnano e Montelanico: in particolare a Valmontone mise in atto un processo di rinnovamento del paese, compresa la costruzione di un nuovo palazzo.
Morì a Roma il 26 luglio 1666 nel suo palazzo di via Lata.

## Matrimonio e figli
Camillo Francesco Maria e Olimpia Aldobrandini ebbero cinque figli:
- Giambattista (24 giugno 1648-7 novembre 1709), II principe di San Martino al Cimino e Valmontone, sposò Violante Facchinetti. La figlia Olimpia (1672-1731) sposò Filippo II Colonna, principe di Paliano, figlio di Maria Mancini.
- Flaminia (5 gennaio 1651-17 febbraio 1709) sposò in prime nozze nel 1670 Bernardino Savelli (1653-1672), Principe di Albano e Duca di Castelgandolfo, e in seconde nozze Niccolò Francesco Pallavicini (1654-1679), Principe di Civitella; senza eredi da ambo le nozze.
- Anna (12 febbraio 1652-21 marzo 1728) sposò Giovanni Andrea III Doria, Principe di Melfi: da qui ha origine i Doria Landi Pamphili.
- Benedetto (25 aprile 1653-22 marzo 1730) cardinale.
- Teresa (14 ottobre 1654-7 agosto 1704) sposò il duca di Massa Carlo II Cybo-Malaspina, avendone discendenza.

## Ritratti
- Busto marmoreo di Alessandro Algardi al Museo dell'Ermitage, San Pietroburgo
- Ritratto dipinto di Giusto Sustermans a Palazzo Pitti, Firenze
- Ritratto dipinto di Giovan Battista Gaulli al Palazzo Reale, Napoli
- Ritratto dipinto datato 1663
- Stampa del Principe in Armatura con stemma (Lambert de Visscher)

## Albero genealogico
|                                                                                    |                    |                               | Genitori                                             |  |  | Nonni |  |  | Bisnonni           |  |  | Trisnonni        |  |
|                                                                                    |                    |                               |                                                      |  |  |       |  |  | Pamphilio Pamphili |  |  | Angelo Benedetto |  |
|                                                                                    |                    |                               |                                                      |  |  |       |  |  | Pamphilio Pamphili |  |  | Angelo Benedetto |  |
|                                                                                    |                    | Porzia Porcari                |                                                      |  |  |       |  |  | Pamphilio Pamphili |  |  |                  |  |
| Camillo Pamphili                                                                   |                    |                               |                                                      |  |  |       |  |  | Pamphilio Pamphili |  |  |                  |  |
|                                                                                    |                    | Orazia Mattei                 | Ciriaco Mattei                                       |  |  |       |  |  |                    |  |  |                  |  |
|                                                                                    |                    | Orazia Mattei                 | Ciriaco Mattei                                       |  |  |       |  |  |                    |  |  |                  |  |
|                                                                                    |                    | Orazia Mattei                 | Giulia Mattuzzi                                      |  |  |       |  |  |                    |  |  |                  |  |
| Pamphilio Pamphili                                                                 |                    | Orazia Mattei                 |                                                      |  |  |       |  |  |                    |  |  |                  |  |
|                                                                                    |                    | Fulvio Cancellieri del Bufalo | Cristoforo Cancellieri del Bufalo                    |  |  |       |  |  |                    |  |  |                  |  |
|                                                                                    |                    | Fulvio Cancellieri del Bufalo | Cristoforo Cancellieri del Bufalo                    |  |  |       |  |  |                    |  |  |                  |  |
|                                                                                    |                    | Fulvio Cancellieri del Bufalo | …                                                    |  |  |       |  |  |                    |  |  |                  |  |
| Flaminia Cancellieri del Bufalo                                                    |                    | Fulvio Cancellieri del Bufalo |                                                      |  |  |       |  |  |                    |  |  |                  |  |
|                                                                                    |                    | Antonia Serlupi               | Gregorio Serlupi                                     |  |  |       |  |  |                    |  |  |                  |  |
|                                                                                    |                    | Antonia Serlupi               | Gregorio Serlupi                                     |  |  |       |  |  |                    |  |  |                  |  |
|                                                                                    |                    | Antonia Serlupi               | Giulia Mattei                                        |  |  |       |  |  |                    |  |  |                  |  |
| Camillo Francesco Maria Pamphili, I principe di San Martino al Cimino e Valmontone |                    | Antonia Serlupi               |                                                      |  |  |       |  |  |                    |  |  |                  |  |
|                                                                                    | Andrea Maidalchini | …                             |                                                      |  |  |       |  |  |                    |  |  |                  |  |
|                                                                                    | Andrea Maidalchini | …                             |                                                      |  |  |       |  |  |                    |  |  |                  |  |
|                                                                                    | Andrea Maidalchini | …                             |                                                      |  |  |       |  |  |                    |  |  |                  |  |
| Sforza Maidalchini                                                                 | Andrea Maidalchini |                               |                                                      |  |  |       |  |  |                    |  |  |                  |  |
|                                                                                    |                    | …                             | …                                                    |  |  |       |  |  |                    |  |  |                  |  |
|                                                                                    |                    | …                             | …                                                    |  |  |       |  |  |                    |  |  |                  |  |
|                                                                                    |                    | …                             | …                                                    |  |  |       |  |  |                    |  |  |                  |  |
| Olimpia Maidalchini                                                                |                    | …                             |                                                      |  |  |       |  |  |                    |  |  |                  |  |
|                                                                                    |                    | Giulio Gualtiero              | Sebastiano Gualtiero (vescovo di Viterbo e Tuscania) |  |  |       |  |  |                    |  |  |                  |  |
|                                                                                    |                    | Giulio Gualtiero              | Sebastiano Gualtiero (vescovo di Viterbo e Tuscania) |  |  |       |  |  |                    |  |  |                  |  |
|                                                                                    |                    | Giulio Gualtiero              | …                                                    |  |  |       |  |  |                    |  |  |                  |  |
| Vittoria Gualtiero                                                                 |                    | Giulio Gualtiero              |                                                      |  |  |       |  |  |                    |  |  |                  |  |
|                                                                                    |                    | Giulia Gherardi               | Mattia Gherardi                                      |  |  |       |  |  |                    |  |  |                  |  |
|                                                                                    |                    | Giulia Gherardi               | Mattia Gherardi                                      |  |  |       |  |  |                    |  |  |                  |  |
|                                                                                    |                    | Giulia Gherardi               | …                                                    |  |  |       |  |  |                    |  |  |                  |  |
|                                                                                    |                    | Giulia Gherardi               |                                                      |  |  |       |  |  |                    |  |  |                  |  |